# Ужас в опере
«Ужас в опере» (итал. Opera; также известен под названием «Опера») — джалло 1987 года, режиссёра Дарио Ардженто. Премьера фильма состоялась 19 декабря 1987 года.

## Сюжет
После того, как приму театра сбивает автомобиль, на её роль приходит Бэтти. Вскоре на Бэтти, исполняющую роль Макбет, сваливается оглушительный успех постановок. Однако этот успех сопровождается чередой убийств, в которых повинен человек в маске. Он же снится Бэтти во снах.

## В ролях
- Кристина Марсиллах — Бэтти
- Иэн Чарлсон — Марко
- Урбано Барберини — инспектор Алан Сантини
- Дария Николоди — Мира
- Коралина Катальди-Тассони[итал.] — Джулия
- Антонелла Витали — Марион
- Уильям Макнамара — Стефано
- Барбара Куписти — Синьора Альбертини

## Съёмки
В большей части фильма в качестве музыкального сопровождения используется музыка Джузеппе Верди. Финальные сцены фильма снимались в том же месте, где и некоторые эпизоды другого фильма Ардженто «Феномен».

## Саундтрек
- Брайан Ино, Роджер Ино — «White Dakeness»
- Брайан Ино, Роджер Ино — «Balance»
- Брайан Ино, Роджер Ино — «From the Beginning»
- Клаудио Симонетти — «Opera»
- Клаудио Симонетти — «Craws»
- Клаудио Симонетти — «Confusion»
- Билл Уаймен, Terry Taylor — «Opera Theme»
- Билл Уаймен, Терри Тэйлор — «Black Notes»
- Стил Грэйв — «Knights of the Night»
- Стил Грэйв — «Steel Grave»
- Норден Лайт — «No Escape»
- Джузеппе Верди — «Lady Macbeth» («Vieni t’afretti») aus «Macbeth» Maria Callas
- Винченцо Беллини — «Casta Diva» aus «Norma» Maria Callas
- Джузеппе Верди — «Amami Alfredo» aus «La traviata» Maria Callas
- Джузеппе Верди — «Sempre libera» aus «La Traviata» Maria Callas
- Джакомо Пуччини — «Un bel dì vedremo» aus «Madama Butterfly» Mirella Freni
- Джузеппе Верди — «Macbeth» (Ausschnitte) Elizabeth Norberg-Schulz, Paola Leolini, Andrea Piccinni, Michele Pertusi mit dem «Arturo Toscanini» Symphonieorchester von Emilia-Romagna

## Фестивали и награды
- 1990 — номинация на премию «Fantasporto»